# Phường 6, Mỹ Tho
Phường 6 là một phường cũ thuộc thành phố Mỹ Tho, tỉnh Tiền Giang cũ, Việt Nam.
Phường 6 có diện tích 3,11 km², dân số là 13.686 người, mật độ dân số đạt 19.328 người/km².

## Địa lý
Phường 6 nằm ở trung tâm thành phố Mỹ Tho, có vị trí địa lý:
- Phía đông giáp Phường 4
- Phía tây giáp xã Trung An
- Phía nam giáp xã Thới Sơn qua sông Tiền
- Phía bắc giáp Phường 5.

## Xã hội

### Cơ quan nhà nước
- Đài Phát thanh - Truyền hình thành phố Mỹ Tho
- Trường Chính trị tỉnh Tiền Giang
- Tòa án Quân sự khu vực 1, Cơ quan Điều tra hình sự khu vực 1 - Bộ Quốc phòng
- Kho xăng dầu Bình Đức

### Giáo dục
- Trường Tiểu học Nguyễn Huệ
- Trường Tiểu học Nam Định
- Trường Tiểu học Kim Đồng
- Trường THPT Trần Hưng Đạo
- Trường Cao đẳng Tiền Giang (Cơ sở 3)
- Trường Trung cấp nghề kinh tế Kỹ thuật Công đoàn Tiền Giang

### Bệnh viện
- Bệnh viện Quân Y 120

### Chợ
- Chợ Vòng Nhỏ
- Chợ đêm Mỹ Tho

## Văn hóa

### Tôn giáo, tín ngưỡng
- Chùa Phật Quang
- Chùa Trường Quang
- Chùa Hậu Phước
- Chùa Mỹ Nam
- Nhà thờ Bình Tạo
- Nhà thờ Nữ Vương Hòa Bình
- Trung tâm mục vụ Giáo phận Mỹ Tho
- Tịnh xá Ngọc Tường
- Thánh tịnh Minh Đức

### Thể thao
- Sân vận động tỉnh Tiền Giang

### Công viên
- Công viên Mỹ Thạnh Hưng
- Công viên chân cầu Rạch Miễu
- Công viên bờ kè sông Tiền đường Hoàng Sa

## Giao thông
Phường 6 và xã Thới Sơn nằm ở cửa ngõ phía Nam của thành phố Mỹ Tho, có cầu Rạch Miễu và Quốc lộ 60 kết nối trực tiếp với tỉnh Bến Tre và tỉnh Trà Vinh. Quốc lộ 60 đoạn đi qua thành phố Mỹ Tho thường xuyên xảy ra kẹt xe và tai nạn giao thông nghiêm trọng. Hiện tại cầu Rạch Miễu 2 đã được xây dựng và sớm đưa vào khai thác nhằm giảm tải cho cầu Rạch Miễu hiện có.
Khu vực hình chữ nhật được giới hạn phía Tây bởi một con kênh nhỏ, phía Đông bởi Sân vận động tỉnh Tiền Giang, phía Bắc là đường Lê Văn Phẩm, phía Nam là đường Trần Ngọc Giải, từng là sân bay quân sự của chính quyền Việt Nam Cộng hòa trước năm 1975. Do đó, khu vực này hiện tại có đường giao thông được quy hoạch thẳng tắp. Ngoài ra, ở khu vực này và khu vực phía Nam kéo dài đến sông Tiền vẫn còn nhiều công trình của quân đội như Bệnh viện Quân Y 120, Cơ quan Điều tra hình sự khu vực 1 thuộc Bộ Quốc phòng, Trường Chính trị tỉnh Tiền Giang, kho xăng dầu Bình Đức (trước kia là kho đạn và hậu cần của Quân lực Việt Nam Cộng hòa).

### Đường
Các tuyến đường chính của Phường 6:
- Nguyễn Thị Thập (Quốc lộ 60)
- Lê Thị Hồng Gấm (Đường tỉnh 864)
- Lý Thường Kiệt
- Lê Văn Phẩm
- Trần Ngọc Giải
- Nguyễn Công Bình
- Phan Lương Trực
- Hoàng Sa (đường bờ kè sông Tiền)

### Cầu
- Cầu Rạch Miễu
- Cầu Bình Đức
- Cầu Nguyễn Công Bình
- Cầu K120

## Hình ảnh

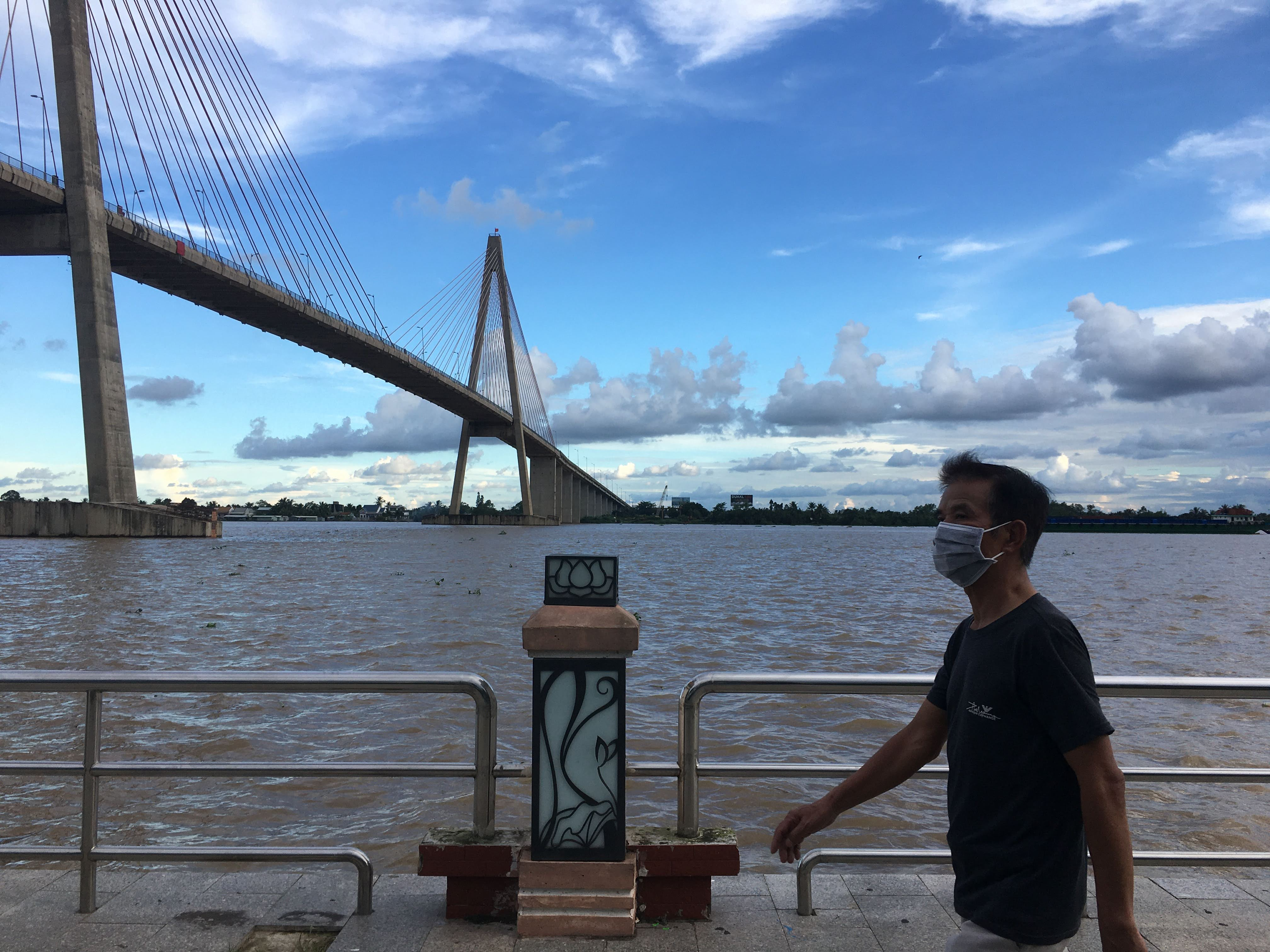
Bờ kè sông Tiền ở đường Hoàng Sa, phía xa là cầu Rạch Miễu.
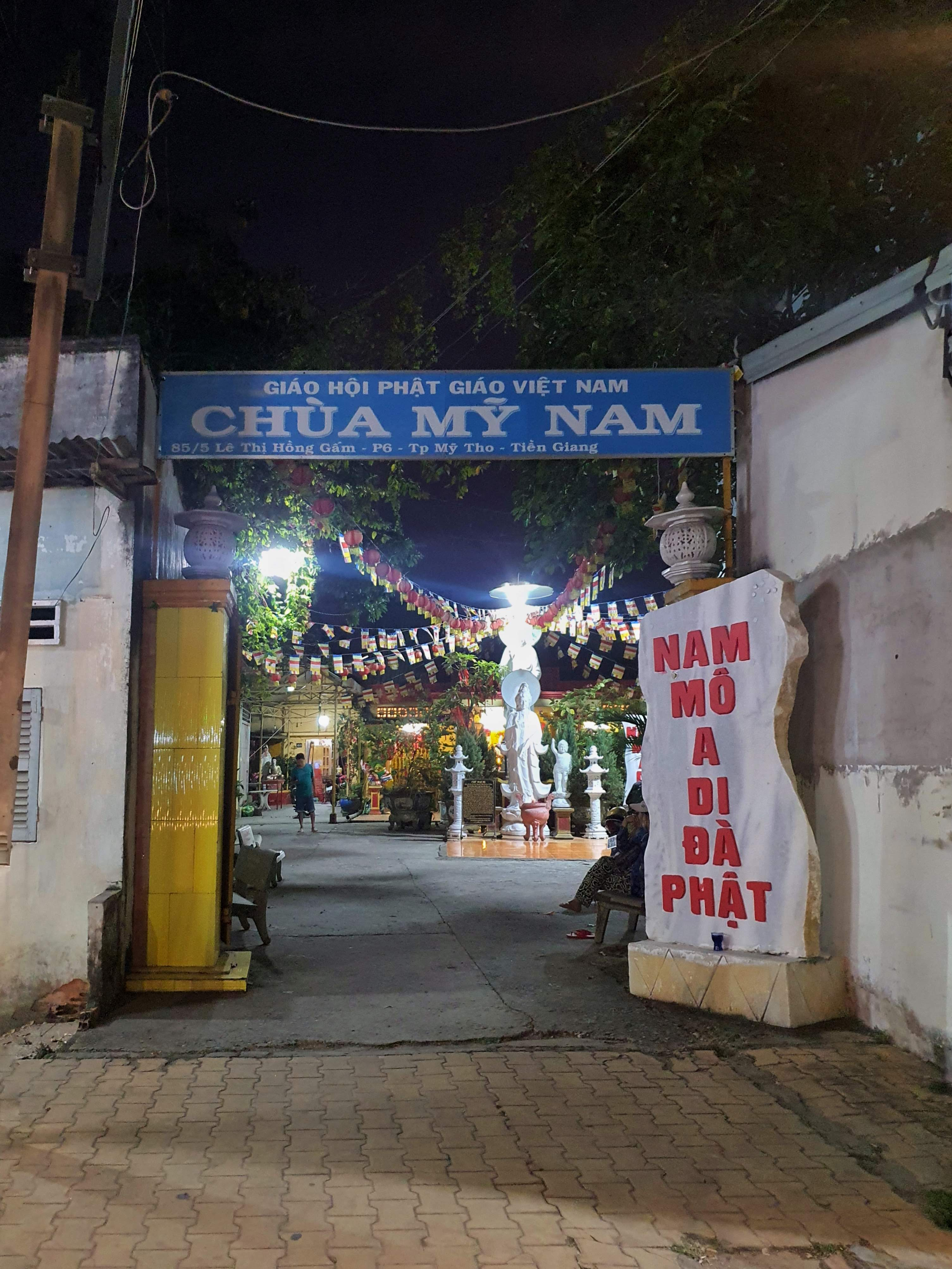
Chùa Mỹ Nam.